# Kwami Eninful
Kwami Kacla Eninful (Lomé, 20 novembre 1984) è un calciatore togolese, difensore o centrocampista del Sapins e della Nazionale togolese.

## Carriera

### Club
Ha militato nel campionato togolese, rumeno, libico e gabonese.

### Nazionale
Ha esordito con la Nazionale togolese nel 2007.

## Palmarès

### Club

#### Competizioni nazionali
- Campionato libico: 1

Al-Ittihad Tripoli: 2008
- Campionato moldavo: 2

Sheriff Tiraspol: 2006-2007, 2007-2008
- Coppa di Moldavia: 1

Sheriff Tiraspol: 2007-2008
- Supercoppa di Moldavia: 1

Sheriff Tiraspol: 2007